# Stanislav Sventek
Stanislav Sventek, češki hokejist, * 9. november 1930, Nová Ves, Češka, † 12. oktober 1998, Češka.
Sventek je igral za klube HC Slovan Bratislava, HC Brno in HC Plzeň v češkoslovaški ligi ter VEU Feldkirch v avstrijski ligi. Za češkoslovaško reprezentanco je igral na enih olimpijskih igrah, kjer je bil dobitnik bronaste medalje, ter štirih svetovnih prvenstvih (brez olimpijskih iger), kjer je bil dobitnik ene srebrne in dveh bronastih medalj. Za reprezentanco je dosegel pet golov na 52-ih tekmah.